# Whittlebury Park
 (juillet 2011).
Si vous disposez d'ouvrages ou d'articles de référence ou si vous connaissez des sites web de qualité traitant du thème abordé ici, merci de compléter l'article en donnant les références utiles à sa vérifiabilité et en les liant à la section « Notes et références ».

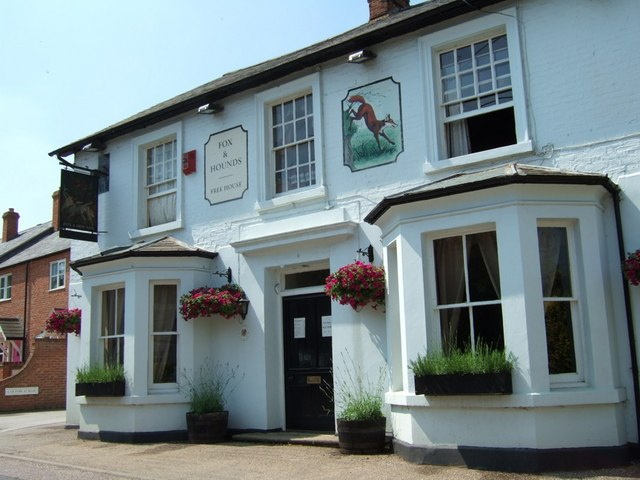
Pub à Whittleburry.

Whittlebury Park est une base de loisirs située à Whittlebury, près de Silverstone, en Angleterre. 
Elle comprend un golf, un hôtel ainsi qu'un espace de camping accueillant jusqu'à 20 000 personnes lors du Grand Prix automobile de Grande-Bretagne, qui se déroule annuellement sur le circuit de Silverstone.